# Šport u 1889.
◄◄ | ◄ | 1886. | 1887. | 1888. | 1889.  | 1890. | 1891. | 1892. | ► | ►►
Arhitektura • Astronomija • Biologija • Film • Fotografija • Glazba • Kazalište • Kemija • Kiparstvo • Knjige • Književnost • Kršćanstvo • Meteorologija • Medicina • Planinarstvo • Politika • Pravo • Promet • Slikarstvo • Šport • Znanost • Zrakoplovstvo • Željeznički promet
Šport u 1889.

## Svijet

### Osnivanja
- Sheffield United F.C., engleski nogometni klub

## Vanjske poveznice
|  | Zajednički poslužitelj ima još gradiva o temi Šport u 1889. |